# テイ子・正太のピカキン!
『テイ子・正太のピカキン！』（テイこ・しょうたのピカキン）は、2007年4月6日から2011年3月25日までエフエム大阪 (fm osaka → FM OSAKA) で放送されていたラジオ番組である。
金曜午前に放送されていたワイド番組で、前番組『もぐもぐ』木曜・金曜のDJであった若宮テイ子と下埜正太が引き続き出演していた。月曜 - 木曜の同じ時間帯には、KOJIがDJを務める『Hello!』→『PEACE!』が放送されていた。放送時間が最も長かった頃には、朝の7時台からランチタイムの12時台まで5時間半にわたって放送されていた。
番組全体としては、『もぐもぐ』金曜から引き続き551蓬莱の提供で放送されていた（コーナー単位では、他社による提供コーナーも一部あり）。その関係から、番組は551関連のインフォマーシャルコーナーや551各店の店長に電話インタビューをするコーナーをレギュラーで設けていた。リスナーへのプレゼントも、551で使える豚まん引換券と豚まん巾着の「豚きんセット」が定番であった。
番組の終了後、若宮は同じ時間帯に放送の後番組『WELCOME!』を、下埜は『WELCOME!』の終了30分後から放送される『ET-KINGのパーッと行こう！〜大阪元気にしたるわい〜』を担当した。

## 放送時間
いずれも日本標準時。
- 金曜 8:20 - 11:00（2007年4月6日 - 8月31日[2]）
- 金曜 8:20 - 13:00（2007年9月7日[2] - 2008年9月26日） - この拡大に伴い、11:00から別番組として放送されていた『赤坂泰彦のディア・フレンズ』が内包番組になる。
- 金曜 7:30 - 13:00（2008年10月3日 - 2009年3月27日） - この拡大に伴い、『リサ・ステッグマイヤーのクロノス』8時台のコーナーを内包。
- 金曜 8:20 - 13:00（2009年4月3日 - 2010年9月24日）
- 金曜 8:20 - 11:00（2010年10月1日 - 2011年3月25日） - この縮小に伴い、金曜の放送を再開した『赤坂泰彦のディア・フレンズ』が再び11:00からの別番組になる。

## タイムテーブル
番組終了時点でのデータを記載。
- 8:39 TRAFFIC REPORT（BOAT RACE 提供）
- 8:50 週間 金スポ！
- 9:15 851ラジオショッピング
- 9:20 TRAFFIC REPORT
- 9:40 TRAFFIC REPORT
- 9:50 テイ子のマイはぴeライフ（関西電力提供）
- 9:57 TRAFFIC REPORT
- 10:10 教えて！歯医者さん（毎月第1週のみ）
- 10:30 851ラジオショッピング
- 10:30 TRAFFIC REPORT
- 10:55 TRAFFIC REPORT